# Калле, Жан-Франсуа
Жан-Франсуа Калле (фр. Jean-François Callet; 1744—1798) — французский математик.

## Биография
Жан-Франсуа Калле родился в 1744 году в Версале. 
Был особенно известен с связи с изданием многочисленных (стереотипных) логарифмических таблиц (фр. Tables portatives des logarithmes), содержащих логарифмы чисел до 108000, логарифмы тригонометрических линий при делении круга на 360° и на 400° и пр.
Жан-Франсуа Калле умер в 1798 году в городе Париже.